# Шкуринський Віктор Миколайович
Віктор Миколайович Шкуринський (нар. 20 листопада 1932, Турчинка — пом. 27 квітня 2012) — український живописець, графік і педагог; заслужений діяч мистецтв України.

## Біографія
Народився 20 листопада 1932 року в селі Турчинці (тепер Житомирський район Житомирської області, Україна) в сім'ї лісника. 1949 року поступив на живописно-декоративне відділення Київського училища прикладного мистецтва, де навчався у Олександра Вовка. 
1954 року, після демобілізації з Радянської армії, працював художником-декоратором в драматичному театрі; з 1955 по 1980 рік — в Житомирському товаристві художників. 1960 року закінчив Одеське художнє училище (викладачі Михайло Тодоров і Леонід Мучник). У 1973 році закінчив художньо-графічний факультет Одеського педагогічного інституту. У 1974 році відкрив і довгий час працював директором Житомирської художньої школи.
Жив і працював у Житомирі. Помер 27 квітня 2012 року.

## Творчість
Працював в галузі станкового живопису та графіки. Майстер пейзажу та натюрморту. Серед робіт:
- «Рілля» (1960-ті, картон, олія);
- «Поле» (1963, картон, олія);
- «Ставок» (1963, картон, олія);
- «Простори» (1963, картон, олія);
- «Сінокіс» (1963, картон, олія);
- «Сонячний день» (1963, картон, олія);
- «Стіжок» (1963, картон, олія);
- «Річка» (1970-ті, папір, акварель);
- «Хмари» (1970-ті, картон, олія);
- «На схилі Яру» (2001, полотно, олія);
- «Старий ставок» (2001, полотно, олія).

З 1961 року брав участь в обласних, республіканських і всесоюзних художніх виставках.
Твори художника представлені в музейних, галерейних і приватних колекціях в Україні та за її межами.